# Río Suches
El río Suches es un río andino perteneciente a la cuenca endorreica del lago Titicaca, que forma en parte la frontera entre Perú y Bolivia.

## Hidrografía
El río Suches nace en la laguna Suches a una altitud de 4605 m s. n. m., desde este punto pasa a formar frontera con Perú en un tramo de 95 kilómetros donde se adentra en territorio boliviano discurriendo en un tramo de 79 kilómetros hasta desembocar en el lago Titicaca, cerca de la Península de Challapata. En total tiene una longitud de 174 kilómetros, siendo uno de los principales afluentes del lago. En su cuenca alta es un río anastomosado y en la cuenca media es de tipo meándrico, recibiendo varios afluentes provenientes de las montañas circundantes. Cuenta con una cuenca hidrográfica de 2.822 km², y un caudal medio anual de 11 m³/s. / Ten un lindo día/....